# Walk on Water (canción de Ira Losco)
«Walk on Water» —en español: «Caminar sobre el agua»— es una canción compuesta por Lisa Desmond, Tim Larsson, Ira Losco, Tobias Lundgren y Molly Pettersson Hammar, e interpretada en inglés por Ira Losco. Fue elegida para representar a Malta en el Festival de la Canción de Eurovisión de 2016 mediante una elección interna.

## Festival de Eurovisión

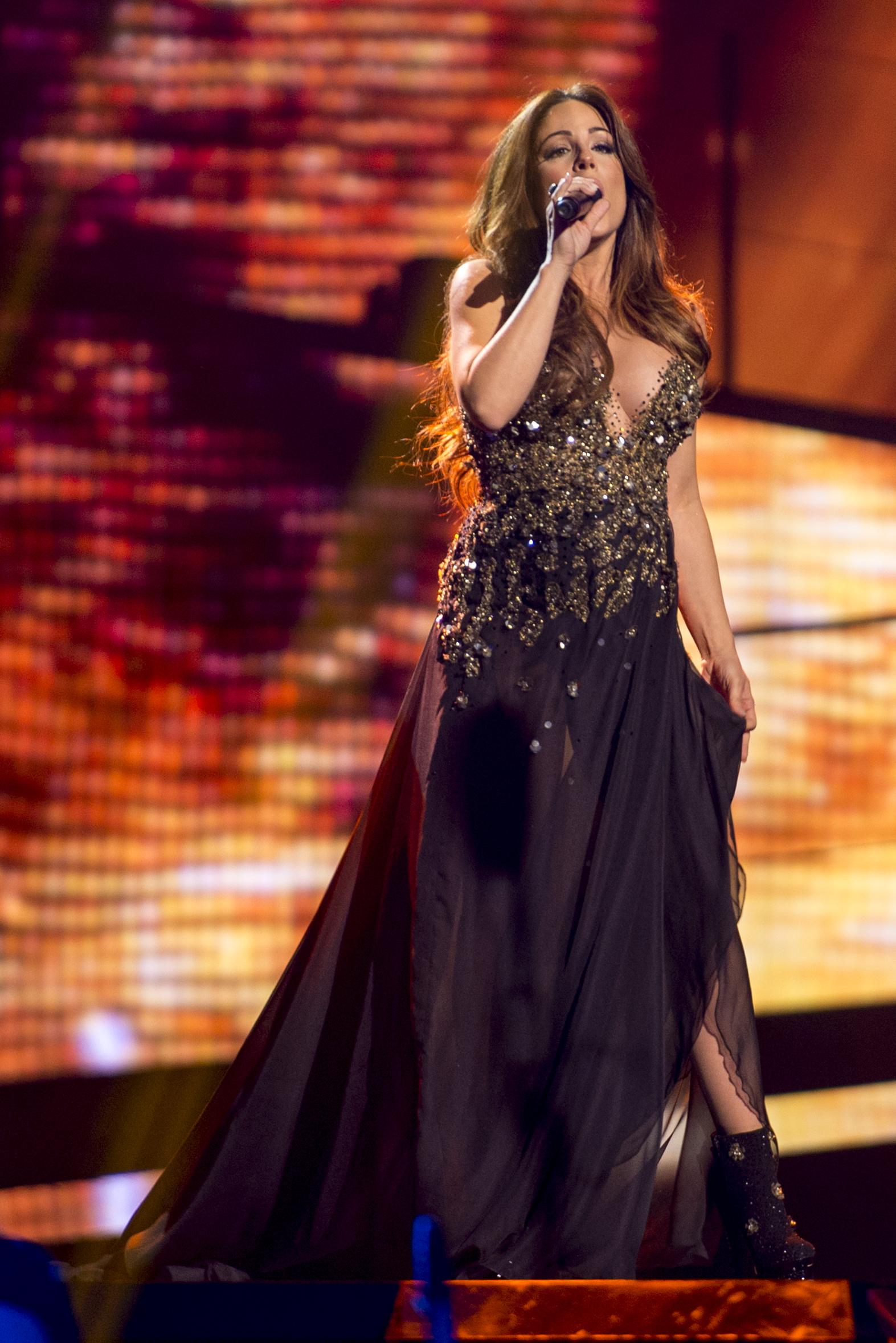
Losco interpretando la canción durante el Festival de la Canción de Eurovisión 2016.

### Elección interna

#### Malta Eurovision Song Contest 2016
La cantante de la canción, Ira Losco, se presentó la final nacional para elegir al representante de Malta en el Festival de la Canción de Eurovisión de 2016, y fue elegida. Allí, se declaró ganadora con la canción «Chameleon» tras participar en la semifinal y la final, celebradas el 22 y 23 de enero de 2016, respectivamente.
Losco ya había representado a Malta en el Festival de Eurovisión anteriormente en 2002, con la canción «7th wonder».

#### Selección de la canción
Tras su victoria, Ira Losco declaró que estaba abierta a la idea de interpretar una canción que no fuera «Chameleon» en el Festival de la Canción de Eurovisión, aumentando así las posibilidades de ganar. Las reglas de la final nacional permitían que la canción ganadora fuera parcial o totalmente modificada. El 19 de febrero de 2016, PBS Malta anunció que un jurado internacional formado por representantes de diez países junto a expertos locales de Malta se presentarían con diez canciones, incluyendo una versión renovada de «Chameleon», y que determinaría qué canción interpretaría finalmente Losco.
El 14 de marzo de 2016, PBS Malta anunció que Losco interpretaría la canción «Walk on water» en el Festival de la Canción de Eurovisión 2016, que reemplazó oficialmente a «Chameleon» como la canción maltesa tras la decisión de trece jueces internacionales y locales. El lanzamiento de la canción y el videoclip oficial se anunciaron el 17 de marzo durante el boletín de noticias de TVM. Losco apareció como invitada en una edición especial del programa Xarabank el 18 de marzo para presentar y hablar sobre la canción. El videoclip de esta se grabó en Gozo y el Acuario Nacional de Malta.

### Festival de la Canción de Eurovisión 2016
Esta canción fue la representación maltesa en el Festival de la Canción de Eurovisión 2016.
El 25 de diciembre de 2016, se organizó un sorteo de asignación en el que se colocaba a cada país en una de las dos semifinales, además de decidir en qué mitad del certamen actuarían.
Así, la canción fue interpretada en 18º lugar (último) durante la segunda semifinal, celebrada el 12 de mayo de ese año, precedida por Bosnia y Herzegovina con Dalal & Deen ft. Ana Rucner & Jala interpretando «Ljubav je». Durante la emisión del certamen, la canción fue anunciada entre los diez temas elegidos para pasar a la final, y por lo tanto cualificó para competir en esta. La canción había quedado en tercer puesto de 18 con 209 puntos.
Días más tarde, durante la final celebrada el 19 de mayo de 2016, la canción fue interpretada en 22º lugar, precedida por Ucrania con Jamala interpretando «1944» y seguida por Georgia con Nika Kocharov & Young Georgian Lolitaz interpretando «Midnight gold». Finalmente, la canción quedó en duodécimo puesto con 153 puntos.